# Elliott Lewis
Pour les articles homonymes, voir Lewis.
Sir Neil Elliott Lewis, né le 27 octobre 1858 à Hobart et mort le 22 septembre 1935 dans cette même ville, est un homme politique australien, Premier ministre de Tasmanie et brièvement membre du premier gouvernement fédéral australien.

## Biographie

### Débuts
Bénéficiaire d'une bourse d'études au mérite, il part en Angleterre et obtient un diplôme de droit de Balliol College à l'université d'Oxford et au Inner Temple ; il est appelé au barreau d'Angleterre en 1883, puis admis au barreau de Tasmanie lorsqu'il retourne à son pays natal en 1885. Il s'y établit comme barrister (avocat), se spécialisant en droit constitutionnel.
En juillet 1886 il est élu député de Richmond à l'Assemblée de Tasmanie. De 1892 à 1894 il est procureur général de Tasmanie dans le gouvernement de Henry Dobson (en). De 1894 à 1897 il est le chef de l'opposition parlementaire à l'Assemblée. Partisan de l'unification des six colonies britanniques en Australie en une fédération, il prend part à la convention fédérale australasienne de 1897-1898, et il fait campagne avec succès pour l'adoption par référendum en Tasmanie de la proposition de Constitution de l'Australie.

### Premier ministre de Tasmanie
En octobre 1899, le gouvernement tasmanien d'Edward Braddon (en) perd la confiance de l'Assemblée et, sur proposition du chef de l'opposition Stafford Bird (en), Elliott Lewis est élu Premier ministre de Tasmanie. À l'âge de 40 ans, il est alors le plus jeune à occuper cette fonction, mais peine à résoudre les difficultés financières de la Tasmanie. Respecté néanmoins par des adversaires pour son caractère agréable et son esprit civique, il n'est pas un bon orateur, gêné par une nervosité qu'il ne parvient jamais pleinement à surmonter.
Le 1er janvier 1901, jour de naissance de l'Australie fédérale, il est ministre sans portefeuille dans le gouvernement fédéral protectionniste que mène Edmund Barton, où il est inclus comme représentant de la Tasmanie. Il choisit toutefois de conserver la direction du gouvernement tasmanien, et ne se présente pas aux premières élections législatives fédérales, en mars 1901. La Constitution disposant que seul un député ou sénateur fédéral peut être ministre du gouvernement fédéral, il quitte le gouvernement d'Australie pour se consacrer à la Tasmanie, désormais l'un des États de la fédération. Il est fait compagnon de l'ordre de Saint-Michel et Saint-Georges en 1901, puis chevalier commandeur de cet ordre en 1902.
Son gouvernement étant perçu comme ayant mal géré la situation économique, il perd son siège à l'Assemblée de Tasmanie aux élections de 1903, ce qui fait de lui le seul dirigeant de Tasmanie à avoir été battu dans sa circonscription lors d'élections législatives de cet État. Son groupe parlementaire conservateur perd par ailleurs ces élections, et Elliott Lewis perd le pouvoir. Il retrouve un siège à l'Assemblée en 1909 comme candidat du Parti anti-socialiste. Les conservateurs et les libéraux forment alors un gouvernement de coalition et portent Elliott Lewis au pouvoir en juin. Dès octobre, toutefois, le libéral Norman Ewing (en) parvient à faire adopter une motion de défiance à son encontre à l'Assemblée. Le travailliste John Earle (en) forme alors brièvement un gouvernement minoritaire, avant qu'Elliott Lewis le fasse déchoir par l'Assemblée et retrouve le pouvoir. N'étant pas soutenu par les libéraux, Lewis démissionne après les élections de 1912.
Il est ministre des Finances dans le gouvernement libéral et conservateur tasmanien de Sir Walter Lee (en) d'avril 1916 à mars 1922. Chancelier de l'université de Tasmanie de 1924 à 1933, après sa retraite politique il se consacre au plaisir de la randonnée pédestre, et demeure capable au-delà de ses 70 ans de gravir le sentier de randonnée du mont Field. Il meurt subitement à son domicile en 1935, après s'être plaint d'une fatigue soudaine.